# 이용구 (대학 교수)

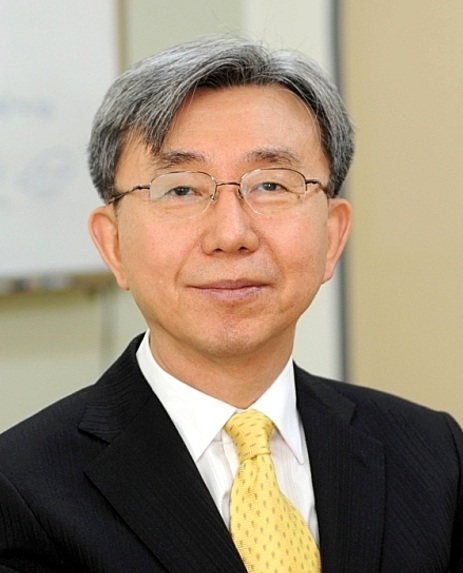
중앙대학교 이용구 총장

이용구(李镕九, 1954. 2~)는 중앙대학교 응용통계학과의 교수로 퇴직하였으며 중앙대학교 14대 총장을 역임하였다.

## 학력
- 미네소타 대학교 대학원 통계학 박사
- 미네소타 대학교 대학원 석사
- 고려대학교 경제학 학사

## 경력
- 2025.05 ~ 2025.06 제21대 대통령 선거 국민의힘 김문수 대통령 후보 직속 5개위원회 교육개혁위원장
- 2025.04 ~ 2025.05: 국민의힘 김문수 제21대 대통령 선거 경선후보 문수 대통 김문수 승리캠프 후원회장
- 2024.10 ~ 2024.10: 조전혁 체인지캠프 선대위 고문단
- 2024.06 ~ 2024.08 국민의힘 중앙윤리위원회 위원장
- 2021.09~ (재단법인) 대한민국역사와 미래재단 이사
- 2019.03 자유한국당 신정치혁신특별위원회 위원
- 2018.05 ~ 2018.06 자유한국당 6·13 지방선거 일자리! 설자리! 살자리! 중앙선거대책위원회 공동위원장(교육분야)
- 2017.02 ~ 2018.09 자유한국당 당무감사위원장
- 2017.02 ~ 2017.07 자유한국당 비상대책위원
- 2016.10 ~ 2017.02 새누리당 당무감사위원장
- 2016.3 ~ 중앙대학교 경영경제대학 응용통계학과 명예교수
- 2013.03 ~ 2016.02 제14대 중앙대학교 총장
- 한국정보산업연합회 CRM 협의회장
- 한국데이터마이닝학회 부회장
- 중앙대학교 입학처장
- 한국통계학회 교육상담연구회 회장
- 국제분류학회 이사
- 한국분류학회 회장
- 중앙대학교 신문사 주간교수
- 1986 ~ 2016 중앙대학교 경영경제대학 응용통계학과 조교수, 부교수, 교수

| 전임 황정근 | 국민의힘 중앙윤리위원장 2024년 6월~2024년 8월 | 후임 신의진 |